# 이집트의 국장

이집트의 국장

이집트의 국장은 1984년에 제정되었다. 현재의 국장은 1958년부터 1971년까지 사용된 아랍 연합 공화국의 국장의 가운데에 그려진 방패에 그려져 있었던 두 개의 초록색 별 디자인을 제거한 형태의 디자인이다.
살라딘의 수리라고 부르는 금색 독수리 모양의 디자인 가운데에는 이집트의 국기를 구성하는 색인 빨간색, 하얀색, 검은색 세로 줄무늬가 그려진 방패가 그려져 있다. 독수리의 발톱 아래에 있는 두루마리에는 이집트의 공식 명칭인 "이집트 아랍 공화국"("جمهورية مصر العربية", "Gumhūriyyat Miṣr al-ʿArabiyyah")이 아랍어로 쓰여져 있다.
아랍 공화국 연방 시절이었던 1971년부터 1984년까지는 쿠라이시의 매라고 부르는 금색 매 모양의 디자인을 한 국장을 사용하였다.

## 그 외의 국장

이집트의 국장 (다른 버전)
이집트의 국기에 그려진 이집트의 국장

## 역대 이집트의 국장

1914년-1922년 이집트 술탄국
1922년-1953년 이집트 왕국
1953년-1958년 이집트 공화국
1958년-1971년 아랍 연합 공화국
1971년-1984년 아랍 공화국 연방

## 같이 보기
- 이집트의 국기
- 이라크의 국장
- 팔레스타인의 국장
- 시리아의 국장
- 살라딘의 수리
- 국장 목록
- 문장학